# Martin Walser
Martin Walser   (Wasserburg, 24 de març de 1927 - Überlingen, 26 de juliol de 2023) fou un narrador, assagista i dramaturg alemany, membre del moviment literari Grup 47 i pare de l'escriptora i pintora Alissa Walser.

## Biografia
Martin va néixer al costat del llac de Constança; els seus pares regentaven una fonda a Wasserburg i Walser va estudiar en una escola secundària de Lindau. Va descriure l'ambient de la seva infància en la novel·la Ein springender Brunnen.
Va interrompre els seus estudis de filosofia i lletres per lluitar en una unitat antiaèria durant els últims dies de la Segona Guerra Mundial; els va reprendre després i va fer el batxillerat ("Abitur") el 1946; es va casar el 1950 i es va doctorar el 1951 amb una tesi sobre Franz Kafka. Va treballar com a realitzador televisiu i a la ràdio.
Atret pel compromís social, va formar part del moviment literari Grup 47 des de 1953 i va començar a fer-se conèixer en 1955 amb la col·lecció de nou relats "Un avió sobre la casa", alemany: Ein Flugzeug über dem Haus (1955). Es tracta de contes kafkians en què tracta sobre tot el tema del poder paralitzant i alienador i el conflicte entre l'un i els altres, i on es verifica que el llenguatge del poder és indesxifrable i no sembla regir-se per la raó davant l'individu que el pateix.
Les seves peces dramàtiques tracten sobre temes polítics o relacions conjugals, com "Roure i angora: una crònica alemanya", alemany: Eiche und Angora. Eine deutsche Chronik, "La casa del cigne" alemany: Das Schwanenhaus, "El cigne negre" alemany: Der Schwarze Schwan i "La guerra dels Fink" alemany: Finks Krieg.
Les quatre filles que va tenir del seu matrimoni han estat també escriptores destacades. El 1962, Walser va obtenir el Premi Gerhart Hauptmann, el 1981 el Premi Georg Büchner i el 1998 el Premi de la Pau del Comerç Llibreter Alemany.

## Obres
- Ein Flugzeug über dem Haus (1955)
- Ehen in Philippsburg' (1957)
- Halbzeit (1960)
- Der Abstecher, drama (1961)
- Eiche und Angora-Eine deutsche Chronik, drama (1962)
- Die Zimmerschlacht, obra de teatre (62/63 i 1967)
- Überlebensgroß Herr Krott, Rèquiem per a un immortal (1964)
- Der schwarze Schwan obra de teatre (1964)
- Das Einhorn (1966)
- Der schwarze Schwan obra de teatre (1968)
- Wir werden schon noch handeln (Der schwarze Flügel), obra de teatre (1968)
- Der Sturz (1973)
- Das Sauspiel Drama (1975)
- Ein fliehendes Pferd novel·la (1978)
- Seelenarbeit, 1979)
- Das Schwanenhaus (1980)
- Selbstbewußtsein und Ironie conferències(1981)
- Brief an Lord Liszt (1982)
- Ein fliehendes Pferd, obra de teatre (1985)
- Brandung (1985)
- Der Halbierer (1985)
- Jagd (1988)
- Nero läßt grüßen oder Selbstporträt des Künstlers als Kaiser, Monodrama (1989)
- Die Verteidigung der Kindheit (1991)
- Ohne einander (1993)
- Kaschmir in Parching (1995)
- Finks Krieg (1996)
- Ein springender Brunnen (1998))
- Der Lebenslauf der Liebe (2000)
- Tod eines Kritikers (2002)
- Der Augenblick der Liebe (2004)
- Die Verwaltung des Nichts, assajos (2004)